# Circuit de contrôle volumétrique et chimique
Le circuit de contrôle volumétrique et chimique (RCV) est un des circuits auxiliaires d'une centrale nucléaire REP. Il joue un rôle important lors du fonctionnement du réacteur nucléaire en assurant simultanément cinq fonctions distinctes, :
- l'appoint en eau, notamment au cours des phases de chauffage / refroidissement du réacteur, de façon à compenser la dilatation ou contraction de l'eau du circuit primaire avec la température ;
- le contrôle de la teneur en acide borique ;
- la purification et le contrôle chimique de l'eau du circuit primaire[3] ;
- l'aspersion auxiliaire au pressuriseur lorsque les pompes primaires sont à l'arrêt ;
- l'injection d'eau au circuit d’étanchéité des joints des pompes primaires.